# Paradoxurinae
Paradoxurinae là một phân họ thuộc họ Viverridae được đặt tên và mô tả lần đầu bời John Edward Gray vào năm 1864.